# Zdeněk Kudrna (hockeista su ghiaccio)
Zdeněk Kudrna (29 ottobre 1974) è un allenatore di hockey su ghiaccio ed ex hockeista su ghiaccio ceco.

## Carriera
Nato in Repubblica Ceca, fa le giovanili con il Rytíři Kladno, club di formazione di Tomáš Kaberle e Jaromír Jágr. 
Ha poi militato a lungo nei campionati italiani: in massima serie ha vestito le maglie di Auronzo e Gherdëina.
Nel 2009 deve chiudere la carriera di giocatore a causa di un grave infortunio al ginocchio.
Già dal 2008 aveva iniziato ad allenare l'HC Varese, sia senior che giovanile, e qui rimase per cinque stagioni. Per la stagione 2013/14 viene nominato head coach dell'Hockey Club Torino Bulls.
Dalla stagione successiva all'impegno con la squadra maschile si aggiunse la guida della squadra femminile, neoiscritta alla serie A.
Nel 2019 è passato allo Sporting Pinerolo, guidando l'intero settore giovanile. Nella stagione successiva la società iscrisse una propria squadra, le Piemont Rebelles, al massimo campionato femminile, e Kudrna ne fu nominato head coach.